# مؤتمر أمن آسيا
يتواجد مؤتمران سنويان يندرجان تحت عنوان مؤتمر أمن آسيا. تم عقد المؤتمر الأول في الهند بمعهد الدبابات للدراسات وتحليل الدفاع Tank Institute for Defence Studies and Analyses (IDSA) في مدينة نيودلهي بالهند. يجمع هذا المؤتمر بين العلماء المشهورين عالمياً اللذين يتفاعلون مع كبار أعضاء المعهد، وكذلك كبار أعضاء الحكومة الهندية. استضاف المعهد المؤتمر الأمني الآسيوي السنوي الثاني عشر في الفترة من 11 إلى 13 شباط، وكانت هذه المؤتمرات تكون عن طريق الدعوة فقط. في مؤتمر عام 2010، لعب كل من وزير الدفاع الهندي وأمين الدفاع الهندي أدواراً رئيسة. و يستكشف المؤتمر سنوياً قضايا الأمن التي تؤثر على جنوب آسيا. ضم المشاركون في مؤتمر 2010 كبار الأكاديميين من الولايات المتحدة الأمريكية وباكستان و روسيا وإيران و الهند والمملكة المتحدة من بين آخرين. متضمنة الأسماء البارزة مثل ج.جون أيكيبيري و آرون فريدبرغ من برينستون، وسوميت جانجولي من جامعة إنديانا و جون جيس من جامعة إير. هناك مؤتمر أمن آسيوي آخر، والذي تم تطويره مؤخراً، وهو حدث سنوي ينظمه المعهد الدولي للدراسات الاستراتيجية. يُعرف المؤتمر أيضا باسم حوار شانغري-لا Shangri-La. تم عقد المؤتمر الأول في عام 2002 وتم إنهاؤه بنجاح، الأمر الذي دفع المنظمون لجعله حدثاً سنوياً. عُقد المؤتمر الثامن من 29 إلى 31 أيار عام 2009 في مدينة سنغافورة.

## مؤتمر 2009
توجد دول عديدة شاركت في مؤتمر أمن آسيا في عام 2009، ومنها أستراليا، بنغلاديش، بروناي، كمبوديا، كندا، الصين، فرنسا، ألمانيا، الهند، إندونيسيا، اليابان، لاوس، ماليزيا، منغوليا، ميانمار، نيوزيلندا، باكستان، الفلبين، جمهورية كوريا، روسيا، سنغافورة، سريلانكا، تايلاند، تيمور الشرقية، المملكة المتحدة، الولايات المتحدة، فيتنام.
كان التركيز الرئيسي للقاء هو أمن الشحن ومكافحة الإرهاب ومواجهة الطموح النووي لكوريا الشمالية. كان للمؤتمر أهمية خاصة في ظل التجربة النووية والصاروخية لكوريا الشمالية. وُجهت انتقادات أيضًا بأن الاجتماع تم تنظيمه لتحقيق السلام في المنطقة، لكن الدول المشاركة كانت أكثر اهتمامًا بعقد اجتماعات خاصة هدفها كان مناقشة شراء الأسلحة.

## مؤتمر 2005
عقدت المحادثات في عام 2005 في مدينة سنغافورة وكان تركيزها على قضايا متنوعة منها الحرب على الإرهاب، والتي تقودها الولايات المتحدة، وخطورة انتشار أسلحة الدمار الشامل والأدوار الناشئة للهند والصين في الحفاظ على الأمن الإقليمي الآسيوي.
مثلت 18 دولة على المستوى الوزاري وهي: كوريا الجنوبية، أستراليا، كمبوديا، كندا، الهند، إندونيسيا، اليابان، ماليزيا، منغوليا، ميانمار، نيوزيلندا، باكستان، الفلبين، سنغافورة، تايلاند، تيمور الشرقية، المملكة المتحدة والولايات المتحدة الأمريكية.

من خلال هذا المؤتمر، وُجد أن الولايات المتحدة ربما ارتكبت خطأً في التعامل مع هذه الفوضى الإرهابية بأكملها.